# Állítsátok meg Terézanyut! (film)
Az Állítsátok meg Terézanyut! 2004-ben bemutatott magyar romantikus filmvígjáték, melyet Rácz Zsuzsa azonos című könyvéből az elsőfilmes Bergendy Péter rendezett. A film operatőre Pados Gyula, zenéjét Madarász Gábor szerezte.  A főbb szerepekben Hámori Gabriella, Ónodi Eszter és Schell Judit látható.

## Történet
A film akár lehetne a magyar Bridget Jones érzelmes, szenvedélyes története is. A hasonlat egy kicsit sántít: Kata, a főszereplő korántsem olyan elkeseredett, bumfordi, mint angol társa. Neki a film elején még lenne lehetősége a stabil, családi elvárásoknak megfelelő, idilli életet választani. Csakhogy ő ambiciózus lány, és a boldogságot keresi. Szorgalmasan jár állásinterjúkra, és legalább ilyen szorgalmasan keresi az igazit. Csetlő-botló próbálkozásai ellenére is tiszta és romlatlan marad. Életvidáman, mindenre nyitottan éli meg belső vívódásait, hitet adva, hogy a boldogság egyszer rátalál…

## Szereplők
- Hámori Gabriella – Kéki Kata
- Ónodi Eszter – Lujzi
- Schell Judit – Marcsi
- Major Melinda – Pirkóviki
- Nagy Ervin – Péter
- Nagy Zsolt – Miki
- Csányi Sándor – Dávid
- Elek Ferenc – Marci
- Széles Tamás – Balfácán
- Rezes Judit – Adri
- Csomós Mari – Mami
- Hujber Ferenc – Fonyó
- Tóth József – Sanyi
- Bánfalvy Ágnes – Nóra
- Bács Ferenc – Doktor
- Bárdosi Sándor – Testőr
- Trill Zsolt – Mélylelkű
- Jakab Csaba – Joviális ügyvezető
- László Zsolt – Tamás
- Molnár Piroska – Talicskáné

## Fogadtatás

### Nézettségi adatok
A nézettségi adatok szerint 157 466 jegyet adtak el rá.

### Díjak és jelölések
36. Magyar Filmszemle (2005)
- Aranymikrofon-díj: Balázs Gábor
- Legjobb férfi mellékszereplő: Csányi Sándor